# 小郡市コミュニティバス

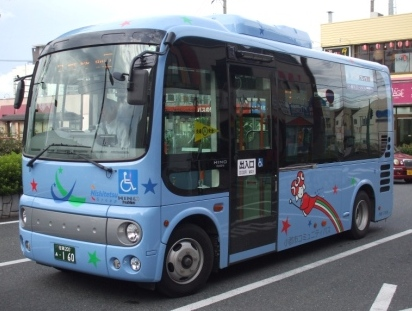
現行の車両

小郡市コミュニティバス（おごおりしコミュニティバス）は、福岡県小郡市が小郡市内各地で運行していたコミュニティバスである。愛称は「七夕ふれあい号」。
小郡市内でバスを運行していた西鉄バス佐賀が路線を廃止したのを機に、2004年（平成15年）7月1日に運行開始した。車両は市側が保有し、実際の運行業務は西鉄バス佐賀が行っていた。小郡市役所における事業の所管は、環境経済部商工・企業立地課商工観光係である。
路線は「古飯・今朝丸ルート」「端間・大原ルート」「下岩田・乙隈ルート」「横隈・津古ルート」「東野・美鈴が丘ルート」「井上・今隈ルート」「大保・文化会館ルート」「通勤・通学ルート」の8路線。運賃は小学生以上が100円、小学生未満の幼児は無料。両替機は装備していない。日曜日・祝日・盆・年末年始は運休する。

## 沿革
2004年（平成16年）7月1日運行開始。

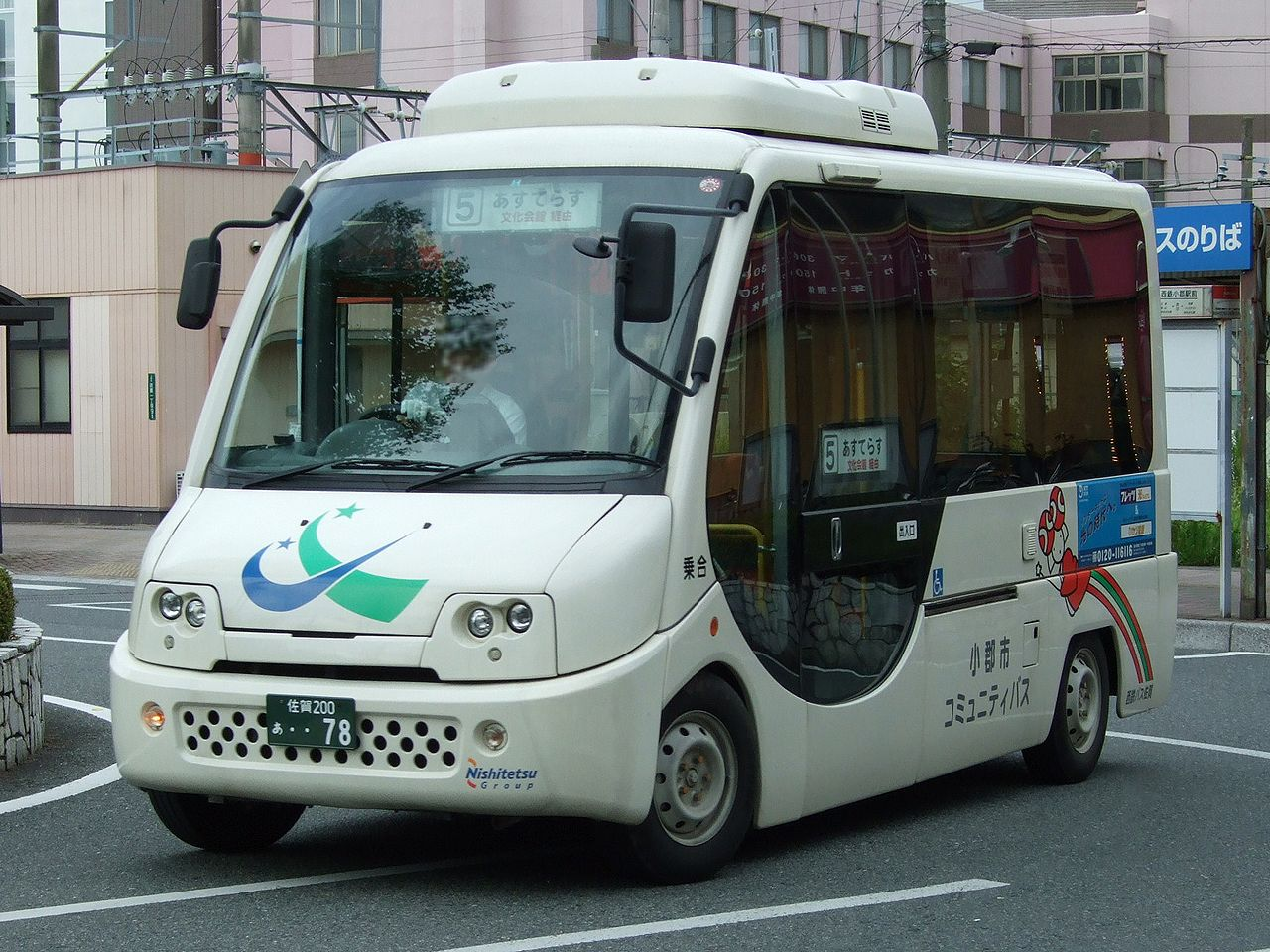
運行開始当初の車両

小郡市では西日本鉄道（西鉄）の分離子会社である西鉄バス佐賀が市内で7路線を運行していたが、利用客の逸走などにより2000年（平成12年）から順次廃止されていった。これにより市内の西鉄天神大牟田線・甘木鉄道の各駅から離れた地域は公共交通空白地域となったため、市では2001年（平成13年）3月に小郡市交通体系検討委員会を設立し、代替交通として、2004年（平成16年）7月1日に市内各地域と市役所・文化会館・図書館・小郡市総合保健福祉センター（あすてらす）を結ぶコミュニティバスの運行を開始した。
路線は6路線が設定された。当初は各路線とも年末年始（12月30日から1月2日まで）を除き毎日運行で、各4往復48本が運行されていたが、利用者が少ないため、翌2005年（平成17年）5月1日には1便あたりの平均利用者数が1人以下であった14本を削減し、計34本の運行としたほか、 2006年（平成18年）5月1日には年末年始に加え日曜日・祝日・盆も運休とし、合理化を図った。
2009年（平成21年）7月1日にはダイヤ改正を実施し、新車を導入している。
2010年（平成22年）2月26日に公募市民2名、市民団体代表4名、警察関係者1名、運行事業者の西鉄バス佐賀鳥栖支社の顧問1名、有識者1名で構成する小郡市コミュニティバス運営協議会を立ち上げた。運営協議会では実態調査や市民アンケート調査を行い2011年（平成23年）9月に「小郡市コミュニティバスに関する意見書」、「コミュニティバス実態調査報告書」、「コミュニティバス市民意識調査報告書」を小郡市に提出した。
運営協議会が提出した意見書をもとにして、2012年（平成24年）3月24日にダイヤ改正を実施し、これまで鉄道駅に乗り入れていなかった路線を西鉄駅に乗り入れ、西鉄天神大牟田線との接続を図ったほか、同年にはこれまで制定していなかった愛称を公募し「七夕ふれあい号」と命名し、2013年（平成25年）にはあすてらすでイベント開催が開催される日に限り日曜・祝日の運行を実施するなどの改善策を実施している。

### 年表
- 2004年（平成16年）7月1日 - 運行開始。
  - 古飯・今朝丸ルート（小郡今朝丸 - 文化会館）、端間・大原ルート（自衛隊前 - 文化会館）、横隈・津古ルート（津古 - あすてらす）、下岩田・乙隈ルート（乙隈公民館 - あすてらす）、東野・美鈴が丘ルート（美鈴が丘 - あすてらす）、井上・今隈ルート（甘鉄今隈駅 - あすてらす）の6路線。当初は各路線とも4往復、計48本を運行。
- 2005年（平成17年）5月1日 - ダイヤ改正。利用の少ない14本を削減、計34本の運行となる。
  - 古飯・今朝丸ルートは2往復に減便し経路変更
  - 端間・大原ルートは3.5往復に減便し経路変更
  - 横隈・津古ルートは光が丘へ延長、光が丘 - あすてらす間の運行となる
  - 下岩田・乙隈ルートは2往復に減便
  - 東野・美鈴が丘ルートは3.5往復に減便し希みが丘へ延長、希みが丘 - あすてらす間の運行となる
  - 井上・今隈ルートは2往復に減便
- 2006年（平成18年）5月1日 - ダイヤ改正。これまでの年末年始に加え、日曜日・祝日・盆も運休となる。
- 2009年（平成21年）7月1日 - ダイヤ改正。車両を置き換え。
- 2012年（平成24年）3月24日 - ダイヤ改正。一部のルートで路線延長を実施。駅や公共施設への乗り入れを拡大。
- 2012年（平成24年）11月18日 - 「七夕ふれあい号」の愛称を制定。
- 2014年（平成26年）
  - 4月 - nimoca導入。
  - 7月1日 - ダイヤ改正。大保・文化会館ルートを新設。19.5往復運行。同路線の新設と既存路線の経路変更により、前年オープンしたイオン小郡ショッピングセンターへのアクセスを図る。
  - 10月1日 - 大保・文化会館ルートのダイヤ改正。経路変更し14.5往復に減便。
- 2015年（平成27年）4月1日 - ダイヤ改正。各ルートで路線延長・変更を実施。
- 2019年（平成31年）4月1日 - ダイヤ改正。
- 2020年（令和2年）2月3日 - ダイヤ改正[1]
  - 古飯・今朝丸ルート、下岩田・乙隈ルート、井上・今隈ルートを廃止し、御原・味坂ルート（月・水・木・金曜日運行）と立石ルート（火・土曜日運行）を新設し再編。
  - 大保・あすてらすルートを廃止。
- 2021年（令和3年）10月1日 - ダイヤ改正。立石ルートと御原・味坂ルートを2022年9月30日までの予定で休止しデマンドタクシーの実証実験で代替。
- 2022年（令和4年）10月1日 - 立石ルートと御原・味坂ルートを廃止。
- 2023年（令和5年）10月2日 - AIオンデマンドタクシー「のるーと小郡」の実証実験開始に伴い全線休止。
- 2024年（令和6年）10月1日 - 「のるーと小郡」の本格運行移行に伴い全線廃止。

## 路線
全8路線とも往復運行。文化会館 - あすてらす間は大保・文化会館ルートを除く全路線が経由する。

### [1] 古飯・今朝丸ルート
小郡今朝丸 - 味坂駅前 - 赤川 - 味坂今朝丸 - 十楽 - 京手 - 末次 - ポピーの里あじさか館南 - 高島 - ポピーの里あじさか館東 - 味坂郵便局 - 光行 - 平方 - 薩摩街道紺屋前 - 古飯大崎屋前 - 高松凌雲碑前 - 二夕 - 御原郵便局 - 二森 - あすてらす
小郡市中心部と市南東部・南部を結ぶ路線。1往復の運行。
- 2004年 小郡今朝丸 - 文化会館間で運行開始。4往復。
- 2005年 2往復に減便され、宝満川沿いの高島を経由するようになった。
- 2012年 味坂駅への乗り入れを開始。
- 2015年 古飯地区の経路を変更
- 2019年 あすてらす - 文化会館間を廃止し短縮、1往復に減便。停留所1か所新設。

### [2] 端間・大原ルート
イオン小郡SC - 大原きぼうの森館 - 若山 - 大保原 - 東野小学校 - 西島南 - 自衛隊前 - 大原 - 大原中学校裏 - 下町高速北 - 小郡幼稚園 - 下小郡 - 北浦 - 西鉄小郡駅 - 祇󠄀園 - 新町 - 小郡交流センター - 寺福童公民館東 - 寺福童 - 福童公園 - 端間駅 - 上西 - 味坂保育園前 - ポピーの里あじさか館東 - 味坂保育園前 - 宝城中学校 - 宝城団地公園 - 二森 - あすてらす
市中心部と市南部・西部を結ぶ路線。
- 2004年 自衛隊前 - 文化会館間で運行開始。4往復。
- 2005年 ダイヤ改正。
  - 3.5往復に減便
  - 大原 - 西鉄小郡駅間で経路変更
  - 停留所増設
- 2009年 小郡交流センターへの乗り入れを開始。
- 2012年 味坂校区公民館への乗り入れを開始。
- 2015年 イオン小郡SC - 自衛隊前間を延長。
- 2019年 あすてらす - 文化会館間を廃止し短縮、3往復に減便。停留所2か所新設。

### [3] 横隈・津古ルート
光が丘 - 津古 - みくに野団地第3 - みくに野団地 - みくに野団地西 - 三国が丘4丁目 - 井ノ浦公園北 - 三国が丘駅東口 - 三国が丘駅東 - 三国が丘6丁目 - 横隈山古墳公園 - みくに野東第1 - みくに野東第2 - 東古賀 - 如意輪寺 - ふれあい館三国 - 三国小学校東 - 力武 - 新島 - 大保公民館 - イオン小郡SC - 大板井2区公民館 - 官衙遺跡公園東 - 市役所東 - 大板井 - 文化会館 - 大板井 - 小郡市役所 - 小板井 - 大崎 - 七夕神社西 - あすてらす
市中心部と市北部の団地・住宅地を結ぶ路線。西鉄天神大牟田線の東側を通る。起終点の光が丘は市北端の小郡・筑紫野ニュータウン内の一角にある住宅地で、筑紫野市との境界部に位置する。経路の関係で運行区間の一部が筑紫野市内を通っているが、筑紫野市内にバス停留所は設置されていない。
- 2004年 津古 - あすてらす間で運行開始。4往復。
- 2005年 津古 - 光が丘間を延長。
- 2009年 三国が丘6丁目経由となる。
- 2012年 三国が丘駅東口ロータリーに乗り入れ開始、西鉄天神大牟田線との接続が図られた。
- 2014年 イオン小郡SCに乗り入れ開始。

### [4] 下岩田・乙隈ルート
三国が丘駅東口 - 三国が丘駅東 - 三国が丘6丁目 - 乙隈公民館 - 上茶屋 - 干潟 - 干潟駐在所 - 一里木 - 立石交差点 - 立石 - 緑の里くろつち会館 - 井上第1住宅西 - 三軒屋 - 薬師町 - 松崎 - 松崎下町 - 下岩田住宅 - 下岩田公民館 - 下岩田十字路 - 稲吉 - 七夕神社前 - あすてらす
市中心部と市東部の下岩田、市北東部の乙隈を結ぶ路線。
- 2004年 乙隈公民館 - あすてらす間で運行開始。4往復。
- 2005年 2往復に減便。
- 2012年 ダイヤ改正。
  - 三国が丘駅東口まで延長され、西鉄天神大牟田線との接続が図られた。
  - くろつち会館（立石校区公民館）に乗り入れ開始。
- 2015年 稲吉 - 小郡市役所間の経路変更（他路線と同一化）。
- 2019年 文化会館 - あすてらす間の折返し運行を廃止し短縮、1往復に減便。

### [5] 東野・美鈴が丘ルート
三国が丘駅西口 - 九州歴史資料館 - あすみ - 埋蔵文化財調査センター - レガネット - 埋蔵文化財調査センター - 三国中学校前 - 美鈴が丘第3 - 美鈴が丘第2 - 希みが丘公民館 - 希みが丘第3 - 希みが丘第1 - 希みが丘第2 - 美鈴が丘第1 - 上田町堤 - 上田町公園 - 美鈴が丘第4 - 松尾口 - 中隈 - 西島 - ひまわり館東野 - 大保駅西 - 若山堤 - 大原中学校前 - 西鉄小郡駅 - パークタウン - 市役所東 - 大板井 - 文化会館 - 大板井 - 小郡市役所 - 小板井 - 大崎 - 七夕神社西 - あすてらす
市中心部と市北西部の小郡・筑紫野ニュータウンを結ぶ路線。西鉄天神大牟田線の西側を通る。経路の関係で運行区間の一部が筑紫野市内を通っているが、筑紫野市内にバス停留所は設置されていない。
- 2004年 美鈴が丘 - あすてらす間で運行開始。4往復。
- 2005年 ダイヤ改正。
  - 市北西端の筑紫野市との境界部の希みが丘地区まで延長。
  - 3.5往復に減便。
- 2012年 西鉄バス佐賀鳥栖支社との間の回送経路のうち上田町堤 - 三国が丘駅西口間で客扱いを開始。朝に上田町堤発三国が丘駅西口行き1本、夜に三国が丘駅西口発上田町堤行き1本運行。
- 2015年 ルート変更。
- 2019年 ダイヤ改正。
  - ルート変更。あすみ地区・九州歴史資料館・レガネット美鈴の杜経由となる。
  - 三国が丘駅西口 - 上田町堤間の区間便を廃止。
  - 3往復に減便。うち朝1本は三国が丘駅西口 - 希みが丘公民館間の区間便となる。

### [6] 井上・今隈ルート
甘鉄今隈駅 - 弥八郎 - 花立公民館 - 干潟東町 - 立石交差点 - 吹上 - 緑の里くろつち会館 - 井上第1住宅西 - 井上第2住宅 - 佐ノ古 - 下鶴 - イオン小郡SC
イオン小郡SC - 井上 - 井上南 - 上岩田 - 文化会館 - 大板井 - 小郡市役所 - 小板井 - 大崎 - 七夕神社西 - あすてらす
市中心部と市東部の井上・甘木鉄道今隈駅を結ぶ路線。部分的に甘木鉄道に並行する。2019年のダイヤ改正でイオン小郡SCで系統分割され、イオン小郡SCをまたいで乗車する場合には乗継券を発行するようになった。
- 2004年 甘鉄今隈駅 - あすてらす間で運行開始。4往復。
- 2005年 2往復に減便。
- 2012年 くろつち会館（立石校区公民館）に乗り入れ開始。
- 2014年 イオン小郡SCに乗り入れ開始。
- 2019年 甘鉄今隈駅 - イオン小郡間とイオン小郡 - あすてらす間の運行となり、各1往復に減便。

### [7] 大保・あすてらすルート

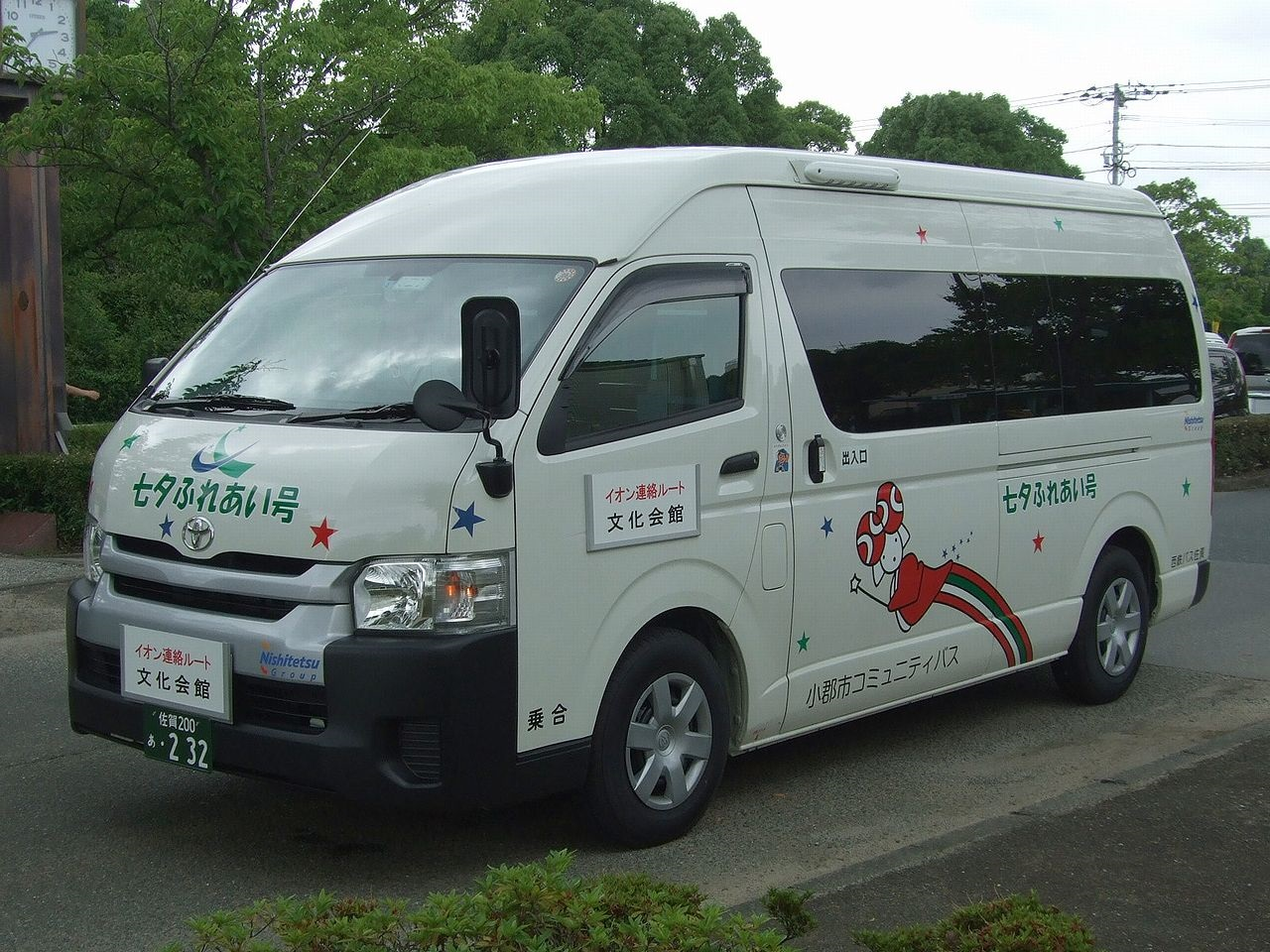
大保・文化会館ルートに使用されるハイエース

イオン小郡SC - 大原きぼうの森館 - 大板井2区公民館 - 官衙遺跡公園東 - パークタウン - 西鉄小郡駅 - パークタウン - 市役所東 - 大板井 - 文化会館 - 大板井 - 小郡市役所 - 小板井 - 大崎 - 七夕神社西 - あすてらす
イオン小郡SCへのアクセス路線。他の路線との乗り継ぎ路線であり市中心部を運行する。一部の便は西鉄小郡駅を経由しない。イオン小郡で乗降し、文化会館で他の路線と当路線を1時間以内に乗り継ぐ場合は乗り継ぎ割引運賃となり、乗り継いだ後のバスが無料で乗車できる。
- 2014年 7月1日新設。同年10月1日のダイヤ改正で19.5往復から14.5往復に減便するとともに西鉄小郡駅経由となった。
- 2019年 ダイヤ改正。
  - 文化会館 - あすてらす間を延長。
  - 7往復に減便。

### [8] 通勤・通学ルート
希みが丘第3 - 希みが丘公民館 - 美鈴が丘第2 - 美鈴が丘第3 - 三国中学校前 - あすみ - 三国が丘駅西口 - 小郡高校前 - 三国が丘6丁目 - 乙隈公民館 - 上茶屋 - 干潟 - 干潟駐在所 - 一里木 - 立石交差点 - 立石 - 緑の里くろつち会館 - 佐ノ古 - 下鶴 - イオン小郡SC - 大板井2区公民館 - 官衙遺跡公園東 - 市役所東 - 小郡市役所 - 小板井 - 大崎 - 七夕神社西 - あすてらす
乙隈・三国が丘駅を経由し市中心部と希みが丘を結ぶルート。あすてらす行きが朝に、希みが丘行きが夕方に1本ずつ運行される。
- 2019年 新設。1往復運行。

## 利用実績
利用実績を以下に示す。利用者数は概ね微増傾向にあり、1運行日あたりの平均乗客数は運行開始以来一貫して微増を続けている。
| 年度               | 利用者数（人） | 1日平均 利用者数（人） | 備考                             |
| ------------------ | -------------- | ---------------------- | -------------------------------- |
| 2004（平成16）年度 | 34,287         | 128.4                  | 2004年7月1日から運行             |
| 2005（平成17）年度 | 53,229         | 149.5                  |                                  |
| 2006（平成18）年度 | 48,236         | 163.5                  | 2006年5月1日より日祝日・盆に運休 |
| 2007（平成19）年度 | 51,880         | 179.5                  |                                  |
| 2008（平成20）年度 | 52,555         | 181.2                  |                                  |
| 2009（平成21）年度 | 53,793         | 185.9                  |                                  |
| 2010（平成22）年度 | 55,983         | 193.0                  |                                  |

## 車両
大保・文化会館ルートを除く6路線では二代目日野・ポンチョを3台使用する。当初は初代ポンチョ3台が使用されていたが、先述のように2009年7月1日にダイヤ改正を実施した際に置き換えられている。車体塗装は1台が青色、1台が黄色、1台がオレンジ色。前面に小郡市のシンボルマークが入る。
大保・文化会館ルートではトヨタ・ハイエースを1台使用する。白色で同じく前面に小郡市のシンボルマークが入る。
小郡市の所有だが、佐賀県にある西鉄バス佐賀・鳥栖支社に所属しており、佐賀ナンバーが付いている。西鉄の車両番号は付けられていない。